# Izabal-tó
Az Izabal-tó (spanyol: Lago de Izabal) Guatemala keleti szélén, Izabal megyében található, az ország legnagyobb tava.

## Jellemzői
Hosszúsága 48 km, legnagyobb szélessége 20 km, maximum mélysége 18 méter. A tavat a Polochic folyó táplálja és a Río Dulce folyó köti össze a tengerrel. Egy 50–100 m magasságú mészkőtábla választja el a tengertől, ezen nyitott utat a helyenként tóvá szélesedő Río Dulce.
A tó és környéke biodiverzitásban gazdag (karibi manátusz, édesvízi cápa, hegyesorrú krokodil, övesállatok (tatu), pókmajomfélék, hangyászok, gémfélék, tukánfélék, pelikánok stb.) .

## Fordítás
- Ez a szócikk részben vagy egészben  a   Lago de Izabal című spanyol Wikipédia-szócikk fordításán alapul.  Az eredeti cikk szerkesztőit annak laptörténete sorolja fel. Ez a jelzés csupán a megfogalmazás eredetét és a szerzői jogokat jelzi, nem szolgál a cikkben szereplő információk forrásmegjelöléseként.